# Момгіль-Сар
Момгіль Сар (англ. Momhil Sar) (7414 м) — вершина в хребті Гіспар Музтаг, у Каракорумі, в Гілгіт-Балтистані. Розташована за 13 км на захід від Дистагіль Сару. Це 64-та за висотою вершина у світі. Гора нависає над льодовиком Момгіль довжиною 26 км.

## Ресурси Інтернету
- Семитисячники (нім.) [Архівовано 13 лютого 2013 у Wayback Machine.]
- Гімалайський журнал [Архівовано 17 липня 2017 у Wayback Machine.]
- summitpost.org [Архівовано 4 березня 2016 у Wayback Machine.]
- Momhil Sar [Архівовано 8 листопада 2012 у Wayback Machine.]

| Гора | Це незавершена стаття про гірську вершину. Ви можете допомогти проєкту, виправивши або дописавши її. |